# フライ・トゥ・ジャマイカ
『フライ・トゥ・ジャマイカ』（原題：Aux armes et cætera）は、セルジュ・ゲンスブールが1979年に発表したアルバム。

## 解説
全曲でレゲエを取り入れた内容のアルバム。レコーディングもレゲエの本場であるジャマイカで行われ、ジャマイカ人ミュージシャンがバックを務めた。
「祖国の子供たちへ」は、フランス国歌「ラ・マルセイエーズ」の歌詞の一部が引用されたパロディ楽曲である。この曲は物議を醸し、ゲンスブールは右翼に非難されることとなり、また、『フィガロ・マガジン』誌のレビューでは「国歌の冒涜」と評された。それに対してゲンスブールは『Le Matin Dimanche』紙で反論を執筆し、また、クロード＝ジョゼフ・ルジェ・ド・リールの直筆による「ラ・マルセイエーズ」の原詩をオークションで購入した。
本作発表後、ゲンスブールは14年ぶりにライヴ活動を再開するが、1980年1月4日のストラスブール公演では、右翼やフランス空軍の旧パラシュート部隊、治安維持のための機動隊が会場を取り囲み騒動に発展した。バッキング・メンバーが全員ステージ裏に逃げる中、セルジュ一人がステージに立ち、「そんなに歌いたければ歌ってやるから唱和しろ」として「ラ・マルセイエーズ」をアカペラで歌い、気骨を示した。

## 収録曲
特記なき楽曲はセルジュ・ゲンスブール作詞・作曲。
1. あなたと僕のLOVE関係 - "Javanaise Remake" - 3:08
2. 祖国の子供たちへ - "Aux armes et cætera" (Claude-Joseph Rouget de l'Isle, Serge Gainsbourg) - 3:06
3. 俺には間借人がいる - "Les locataires" - 2:10
4. 醜男の美学 - "Des laids des laids" - 2:36
5. バカ者の集会で - "Brigade des stups" - 1:58
6. 中年アバズレ (ユー・ラスカル・ユー) - "Vieille Canaille" (Sam Theard, Jacques Plante) - 3:02
7. ローラ・ラスタケールという女 - "Lola Rastaquouère" - 3:41
8. リラックス・ベイビー・ビー・クール - "Relax Baby Be Cool" - 2:31
9. デイジー・テンプル - "Daisy Temple" - 3:55
10. 建物中に水とガス - "Eau et gaz à tous les étages" - 0:36
11. そんなに時間はとらない - "Pas long feu" - 2:37
12. マリルーがレゲエを踊ったら - "Marilou Reggae Dub" - 3:48

## 参加ミュージシャン
- セルジュ・ゲンスブール - ボーカル
- スライ・ダンバー - ドラムス
- ロビー・シェイクスピア - ベース
- マイキー・"マオ"・チャン - リードギター、ピアノ
- ドゥギー・ブライアン - リズムギター
- ロビー・リン - ピアノ
- アンセル・コリンズ - オルガン
- スティッキー・トンプソン - パーカッション
- リタ・マーリー - バッキング・ボーカル
- マーシャ・グリフィス - バッキング・ボーカル
- ジュディ・モワット - バッキング・ボーカル